# Clara-Villerach
Clara-Villerach (früher nur Clara; katalanisch Clarà i Villerac) ist eine französische Gemeinde mit 267 Einwohnern (Stand 1. Januar 2022) im Département Pyrénées-Orientales in der Region Okzitanien. Sie gehört zum Arrondissement Prades und zum Kanton Les Pyrénées catalanes.
Die Umbenennung von Clara auf Clara-Villerach erfolgte mit Dekret 2017-149 vom 7. Februar 2017.

## Geografie

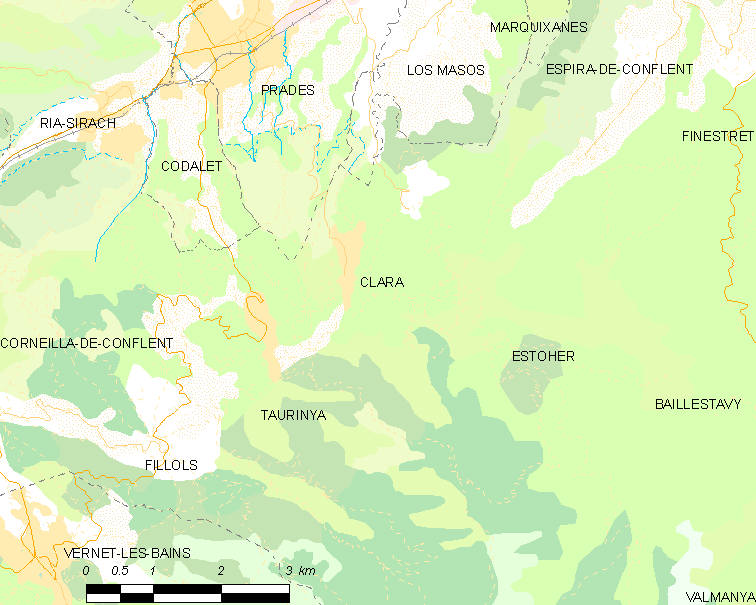
Karte von Clara-Villerach

### Nachbargemeinden
Nachbargemeinden von Clara-Villerach sind Los Masos im Norden, Estoher im Osten, Taurinya im Süden und Prades im Westen.

## Bevölkerungsentwicklung
| Jahr      | 1962 | 1968 | 1975 | 1982 | 1990 | 1999 | 2013 |
| Einwohner | 148  | 109  | 106  | 119  | 153  | 161  | 247  |

## Sehenswürdigkeiten
- Dolmen Le Coll de la Creu
- Dolmen La Lloseta
- Romanische Kirche Saint-Martin
- Romanische Kirche Saint-Ètienne in Pomers
- Kirche Saint-Sylvestre in Villerach